# 本庄光郎
本庄 光郎（ほんじょう こうろう、1907年 - 1995年6月7日）は、大阪府出身の写真家。シュルレアリスムなど前衛芸術に強く影響され、あらゆる技法を駆使したヌード作品を多く制作したことで知られる。大阪大倉商業学校（現・関西大倉高等学校）出身。

## 略歴
- 1907年 - 大阪府大阪市に生まれる。
- 1935年 - 浪華写真倶楽部に入会。
- 1937年 - ハイ・コントラストの技法を駆使した作品「光る曲線」で浪華写真倶楽部展推薦賞を受賞。また、浪華写真倶楽部の他の会員らと「アバンギャルド・造影集団」を結成。
- 1938年 - 作品「夢の再生装置」を発表。
- 1940年 - 作品「意識の流れ」を発表。
- 1945年 - 大阪大空襲で被災。撮影ネガやオリジナル・プリントなどを失う。その後兵庫県西宮市へ移住。
- 1946年 - 戦争により浪華写真倶楽部が活動を休止していたため、再建のため力を尽くす。戦後はすぐにヌード写真の撮影を行い始める。
- 1954年 - ザールブリュッケンで開催された「主観的写真2」展に出品。
- 1958年～1965年 - 英写真年鑑「フォトグラフィ・イヤー・ブック」に作品を毎年載せる。
- 1960年 - 米年鑑「USカメラ」に作品を載せる。
- 1964年 - 米年鑑「USカメラ」に作品を載せる。
- 1965年 - 米年鑑「USカメラ」に作品を載せる。
- 1976年 - 全日本写真連盟創立50周年記念功労賞を受賞。
- 1989年 - 日本写真協会功労賞を受賞。
- 1992年 - 兵庫県文化賞を受賞。
- 1995年 - 死去。

## 出版物
- 「ヌード・スペース・タイム 本庄光郎写真集」（1992・東方出版）
- 「小石清と浪華写真倶楽部」（カタログ 1988・西武百貨店）
- 「戦後写真・再生と展開1945―55」（カタログ 1990・山口県立美術館）